# Frits van Oostrom
Frits Pieter van Oostrom (* 15. Mai 1953 in Utrecht) ist ein niederländischer Literaturwissenschaftler spezialisiert auf niederländische Literatur des Mittelalters. Er ist Professor an der Universität Utrecht.

Van Oostrom (2009)

Oostrom ging in Leiden auf das Gymnasium und wurde 1981 an der Universität Leiden promoviert. Anschließend war er dort Professor für Niederländische Literatur (bis zur Romantik). 2002 wurde er Professor an der Universität Utrecht.
1999 war er Gastprofessor an der Harvard University. Er stand einer Kommission vor, die 2006 den Canon van Nederland herausgab.
1995 erhielt er den Spinoza-Preis. Er ist Mitglied der Königlich Niederländischen Akademie der Wissenschaften, deren Präsident er 2005 bis 2008 war. Seit 2006 ist er Mitglied der Academia Europæa. Er ist Ehrendoktor der Katholischen Universität Brüssel, der Universität Antwerpen und der Open University.
2010 trat er aus dem Aufsichtsrat des Reichsmuseums aus, da diese die Pistole erwerben wollte, mit der Pim Fortuyn erschossen wurde.

## Schriften
- Maerlants wereld, Amsterdam: Prometheus 1996 (das Buch über Jacob van Maerlant erhielt 1996 den AKO Literaturpreis)
- Stemmen op schrift. Geschiedenis van de Nederlandse literatuur vanaf het begin tot 1300, Amsterdam: Bert Bakker, 2006
- Wereld in woorden. Geschiedenis van de Nederlandse literatuur 1300-1400. Amsterdam: Bert Bakker, 2013